# Gustavo Noboa

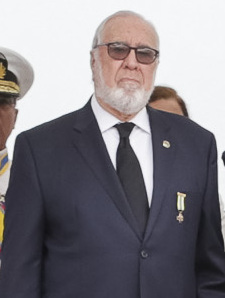
Gustavo Noboa, 2018

Gustavo Noboa Bejarano (* 21. August 1937 in Guayaquil; † 16. Februar 2021 in Miami) war ein ecuadorianischer Hochschullehrer (Jurist) und konservativer Politiker. Er war vom 22. Januar 2000 bis zum 15. Januar 2003 Präsident von Ecuador.

## Leben

### Herkunft und Ausbildung
Noboa stammt aus Guayaquil und zählt zu seinen Vorfahren den Ex-Präsidenten Diego Noboa y Arteta. Er schloss 1962 das Studium der Sozial- und Politikwissenschaften an der Universidad Católica Santiago de Guayaquil ab und wurde 1965 zum Doktor der Rechtswissenschaft promoviert. Er nahm an derselben Universität seine Lehrtätigkeit auf und unterrichtete auch an seiner ehemaligen Schule, wo Abdalá Bucaram zu seinen Schülern gehörte. Er war mehrfach Dekan und Vizedekan der Juristischen Fakultät, u. a. eine Zeitlang als Vizedekan unter dem damaligen Dekan und späteren Staatspräsidenten Jaime Roldós (1979–81). Nebenbei führte er katholische Jugendgruppen. Bereits seit seiner Studentenzeit arbeitete er als Sekretär für die Sociedad Agrícola e Industrial San Carlos, die dem seinerzeit reichsten Mann Ecuadors, Juan Xavier Marcos, gehörte, und von Agustín Febres Cordero Tyler, dem Vater des späteren Präsidenten León Febres Cordero gemanagt wurde. Auch später war er als Anwalt für die Firma, besonders in Tarifverhandlungen, und ihren Besitzer tätig.

### Politische und universitäre Laufbahn
Roldós' Nachfolger Osvaldo Hurtado ernannte ihn 1981 zum Gouverneur der Provinz Guayas. Als León Febres Cordero nach einem polemisch geführten Wahlkampf, bei dem Febres Cordero sich als starker politischer Gegner Hurtados profilierte, 1984 zum Präsidenten Ecuadors gewählt wurde, endete Noboas Zeit als Gouverneur.
Von 1986 bis 1996 war er Rektor der Universidad Católica in Guayaquil. Neben seiner Lehrtätigkeit war er auch in der Privatwirtschaft und im Rahmen diplomatischer Missionen tätig.

### Vizepräsident und Präsident
Noboa wurde 1999 als Parteiloser im Tandem mit Jamil Mahuad (Democracia Popular) zu dessen Vizepräsidenten gewählt. Am 21. Januar 2000 zwangen von indigenen Verbänden (CONAIE) und Militärs mittleren Ranges getragene Proteste gegen die Politik Mahuads, insbesondere gegen die Abschaffung des Sucre und die Einführung des US-Dollar als Landeswährung (Dollarisierung) und Einschnitte in der Sozialpolitik, und ein damit verbundener Staatsstreich Mahuad dazu, den Präsidentenpalast zu verlassen. Zunächst übernahm eine Junta zur Nationalen Rettung, bestehend aus Oberst Lucio Gutiérrez, dem CONAIE-Präsidenten Antonio Vargas und dem Anwalt Carlos Solórzano die Macht. Die Führung des ecuadorianischen Militärs erwirkte jedoch die Auflösung dieser Junta. Am 22. Januar stimmten im ecuadorianischen Nationalkongress 87 von 96 Abgeordneten für die Absetzung Mahuads wegen Preisgabe des Amtes und die Einsetzung Noboas als Präsident.
Noboa setzte die Politik Mahuads im Wesentlichen fort und behielt die Dollarisierung bei. Er unterzeichnete die Verträge zum Bau der Ölpipeline Oleoducto de Crudos Pesados (OCP) und verhandelte die Auslandsschulden des Landes neu, nachdem die Regierung Mahuad zuvor unilateral Staatsanleihen (Brady Bonds) im Wert von 400 Mio. Dollar eingefroren hatte. Die putschenden Militärs des 21. Januar wurden noch im Verlauf des Jahres 2000 amnestiert. Einer von ihnen, Lucio Gutiérrez, gewann Ende 2002 die Präsidentschaftswahlen und wurde am 15. Januar 2003 Noboas Nachfolger.

### Nach der Präsidentschaft
Etwa drei Monate nach dem Ende seiner Amtszeit wurde Noboa angeklagt, im Rahmen der Neuverhandlung der Auslandsschulden staatliche Gelder veruntreut zu haben. Die Anklage ging auf Ex-Präsident León Febres Cordero zurück, einen alten politischen Gegner Noboas. Noboa floh daraufhin in die Dominikanische Republik, wo er politisches Asyl beantragte. Im April 2005 kehrte er nach Ecuador zurück, da der von Gutiérrez (verfassungswidrig) neu besetzte Oberste Gerichtshof unter Guillermo Castro die Anklage fallen gelassen hatte. Während gleichzeitiger Proteste gegen Lucio Gutiérrez, die am 20. April zu dessen Absetzung führten, wurde auch der Oberste Gerichtshof von diesem aufgelöst. Unter dem neuen Präsidenten Alfredo Palacio wurde die Entscheidung Castros aufgehoben und Noboa unter Hausarrest gestellt. Da der Oberste Gerichtshof bis Ende November 2005 unbesetzt blieb, ruhte auch das Verfahren gegen Noboa, das anschließend wieder aufgenommen wurde. Im März 2006 entschied der Oberste Gerichtshof, Noboa sei in dem Verfahren nicht als Täter, sondern nur als Begünstigter (encubridor) zu belangen. Haftbefehl und Hausarrest wurden aufgehoben. Nachdem der Anschlussprozess zunächst weiterlief, gewährte die Verfassunggebende Versammlung am 4. Juli 2008 eine umfassende Amnestie für Noboa.